# ریکوردر تنور

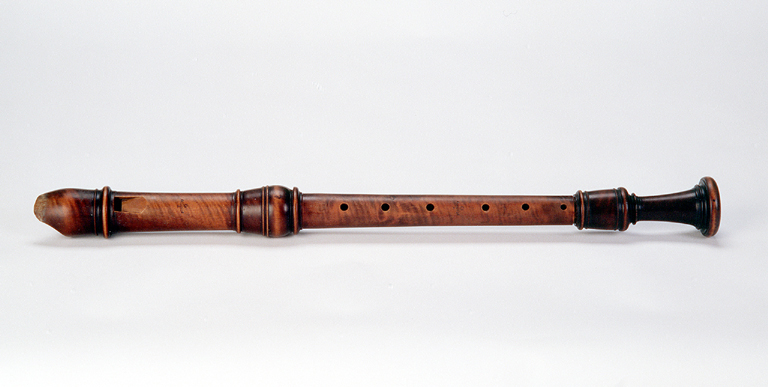
ریکوردر، تنور (AM 1998.60.41-1)

ریکوردر تنور یکی از اعضای خانواده ریکوردر است. این ساز نسبت به ریکوردر سوپرانو و ریکوردر آلتو صدای کمتری دارد. ریکوردر تنور، مانند ریکوردر سوپرانو، با نت دو شروع می‌شود، اما یک اکتاو بم تر است. در نُت‌نویسی مدرن، تنور بر خلاف سایر ریکوردرها انتقالی نیست و نت نوشته شده برای آن در پارتیتور با صدای حاصل شده در اجرا برابر است. 

## تاریخ
در عصر باروک ریکوردر تنور در نت دو وجود نداشت، در عوض یک ریکوردر آلتوی ر وجود داشت، که گفته می‌شد از نظر شخصیت نزدیک‌ترین ساز به صدای انسان است. در قرن هجدهم در کشورهای آلمانی زبان، ریکوردر تنور (فلوت چهارم) نامگذاری شد. 